# 洛伊特斯多夫 (萨克森州)
洛伊特斯多夫（德語：Leutersdorf），是德国萨克森州的市镇，隶属于格尔利茨县。总面积为17.08平方千米，截至2023年12月31日总人口为3,352人。